# Драконье пламя (Доктор Кто)
Драконье пламя (англ. Dragonfire) — четвёртая и последняя серия двадцать четвертого сезона британского научно-фантастического телесериала «Доктор Кто», состоящая из трёх эпизодов, которые были показаны в период с 23 ноября по 7 декабря 1987 года.

## Сюжет
Ледяной мир - торговая колония на темной стороне планеты Свартос. Этим таинственным местом ужаса и слухов управляет злой и мстительный Кейн, покупающий своих рабочих и оставляющих на них свою метку. Его тело столь холодно, что он может убить прикосновением. В его логове содержатся замороженные наемники, память которых стирается, камера, где он спит сам, и скульптор, делающий ледяную статую.
ТАРДИС приземляется в торговой секции, и Доктор с Мел выходят наружу, где встречают Сабалома Глитца, задолжавшего Кейну денег. Он прибыл на Свартос за сокровищем, которое охраняет дракон в пещерах под Ледяным миром, и у него есть карта, которую он выиграл у Кейна (на самом деле, тот позволил ему это сделать и закрепил на карту маячок). Тот приказывает уничтожить корабль Глитца, Носферату, если тот не вернет деньги, и Сабалом вместе с Доктором идут за сокровищем, а Мел остается вместе с молодой бунтаркой официанткой Эйс. Вскоре из-за поведения ее увольняют, а Мел узнает что Эйс из позднего двадцатого века Земли, попавшая на Ледяной мир в результате странного химического эксперимента, вызвавшего временной шторм в её спальне.
Персонал Кейна не счастлив: как только он принимает их - они его навеки, и Эйс мудро поступила, отказавшись от его предложения. Офицер Белаж же не была так умна, и желает сбежать. Она приказывает не уничтожать Носферату, желая использовать его для побега, и когда это не выходит - она убеждает офицера Крацауэра помочь ей. Они поднимают температуру в помещении, но им не удается убить этим Кейна, и тот убивает обоих. Та же судьба ожидает и скульптора, который закончил статую женщины по имени Ксана.
В пещерах через некоторое время Доктор и Глитц встречают двуногого дракона, который стреляет не огнем, а лазерами из глаз, но сокровищ не находят. Мел и Эйс вскоре также проникают в пещеры и встречают союзников, а дракон спасает их от наемников, отведя героев в комнату, похожую на центр управления и содержащую голографическое послание. В том говорится, что Кейн - один из банды Кейна и Ксаны с планеты Проамнон. Когда их поймали, Ксана убила себя, чтобы избежать ареста, а Кейна схватили и заключили на темной стороне Свартоса. Ледяной мир оказывается гигантским космическим кораблем, а сокровищем - кристалл в голове дракона, являющийся ключом к запуску корабля и освобождению Кейна. Таким образом, дракон является и ключом, и тюремщиком.
Узнав о местонахождении ключа через жучок в карте, Кейн посылает свои отряды в пещеры, обещая награду тому, кто принесет ему голову дракона. Он также поднимает свою армию наемников, чтобы вызвать хаос на Ледяном мире, и взрывает Носферату. Вскоре двое наемников убивают дракона, но погибают в процессе.
Доктор понимает, что Кейн был узником Свартоса тысячелетия. Он получает кристалл и узнает, что Кейн схватил Эйс, но желает обменять ее на кристалл. Доктор, Глитц и Мел отправляются в покои Кейна. Тот, получив кристалл, поднимает Ледяной мир в воздух, но узнав, что Проамнон, которому он хочет отомстить, уничтожен в результате катастрофы, в отчаянии поднимает экраны корабля и тает под солнечными лучами.
Глитц получает Ледяной мир, который он называет Носферату II, а Мел решает остаться с ним, чтобы уберечь его от неприятностей. Доктор забирает Эйс, предлагая вернуть её на её родину Пэривейл "живописным маршрутом".

## Трансляции и отзывы
| Эпизод            | Дата показа    | Продолжительность | Телезрители (в миллионах) |
| ----------------- | -------------- | ----------------- | ------------------------- |
| «Часть 1»         | 23 ноября 1987 | 24:01             | 5,5                       |
| «Часть 2»         | 30 ноября 1987 | 24:40             | 5,0                       |
| «Часть 3»         | 7 декабря 1987 | 24:26             | 4,7                       |
| [ 1 ] [ 2 ] [ 3 ] |                |                   |                           |

## Интересные факты
- В этой серии в последний раз появляется Бонни Лэнгфорд в роли спутницы Доктора Мелани Буш. Актриса ушла из сериала по собственному желанию из-за неудовлетворенности своей ролью и появилась в этой роли на экране всего раз: в спецвыпуске «Измерения во времени», а также в нескольких радиопостановках.
- В этой серии дебютирует Софи Элдред в роли спутницы Доктора Эйс. Актриса изначально пробовалась на роль Рэй из предыдущей серии, «Дельта и знаменосцы», которая изначально планировалась, как будущая спутница Доктора.
- Сабалом Глитц уже появлялся в сериале в сериях «Таинственная планета» и «Совершенный враг».
- Йен Бриггс, создатель персонажа Эйс, прописал в её характере подтекст, что она спала с Глитцем. В романе Пола Корнелла «Любовь и Война» содержится намек (который подтверждает роман «Счастливые концы»), что с ним она потеряла девственность.